# Neoscona angulatula
Neoscona angulatula là một loài nhện trong họ Araneidae.
Loài này thuộc chi Neoscona. Neoscona angulatula được Ehrenfried Schenkel-Haas miêu tả năm 1937.